# Chambornay-lès-Bellevaux
Chambornay-lès-Bellevaux är en kommun i departementet Haute-Saône i regionen Bourgogne-Franche-Comté i östra Frankrike. Kommunen ligger i kantonen Rioz som tillhör arrondissementet Vesoul. År 2022 hade Chambornay-lès-Bellevaux 185 invånare.

## Befolkningsutveckling
Antalet invånare i kommunen Chambornay-lès-Bellevaux
| Referens: INSEE |